# Mahalak Bluffs
Die Mahalak Bluffs sind eine unterbrochene Reihe von 3 km langen Felsenkliffs an der Bowman-Küste des Grahamlands auf der Antarktischen Halbinsel. Sie ragen 500 m hoch an der Nordseite des Solberg Inlet auf und bilden östlich des Robilliard-Gletschers die Südwestküste der Joerg-Halbinsel.
Luftaufnahmen des US-amerikanischen Polarforschers Lincoln Ellsworth vom 21. November 1935 dienten dem US-amerikanischen Kartographen W. L. G. Joerg einer ersten Kartierung. Das Advisory Committee on Antarctic Names benannte sie 1977 nach Leutnant Lawrence Warren Mahalak Jr. (1945–1992) von der United States Navy, der während der Operation Deep Freeze des Jahres 1971 als Arzt auf der Palmer-Station tätig war.